# Aeropuerto de Sliač
El Aeropuerto de Sliač (IATA: SLD, OACI: LZSL), en el pasado Aeropuerto Tri Duby, es un aeropuerto internacional situado en la ciudad de Sliač, entre Zvolen y Banská Bystrica, en Eslovaquia. El aeropuerto es usado para vuelos programados y chárter. Junto a él se encuentra una base aérea.

## Aerolíneas y destinos
- Czech Airlines (Praga)
- Bulgarian Air Charter (Bourgas y Varna) vuelos de temporada